# Rony Lopes
Rony Lopes (n. 28 decembrie 1995, Belém, Pará, Brazilia) este un fotbalist portughez care evoluează pentru Sevilla FC în La Liga.

## Statistici carieră
La 9 august 2019.
| Club             | Sezon         | Campionat | Campionat | Cupă    | Cupă   | Cupa Ligii | Cupa Ligii | Europa  | Europa | Altele  | Altele | Total   | Total  |
| Club             | Sezon         | Meciuri   | Goluri    | Meciuri | Goluri | Meciuri    | Goluri     | Meciuri | Goluri | Meciuri | Goluri | Meciuri | Goluri |
| ---------------- | ------------- | --------- | --------- | ------- | ------ | ---------- | ---------- | ------- | ------ | ------- | ------ | ------- | ------ |
| Manchester City  | 2012–13       | —         | —         | 1       | 1      | —          | —          | —       | —      | —       | —      | 1       | 1      |
| Manchester City  | 2013–14       | —         | —         | 1       | 0      | 3          | 0          | —       | —      | —       | —      | 4       | 0      |
| Manchester City  | Total         | 0         | 0         | 2       | 1      | 3          | 0          | 0       | 0      | 0       | 0      | 5       | 1      |
| Lille (împrumut) | 2014–15       | 23        | 3         | —       | —      | 1          | 0          | 3       | 0      | —       | —      | 27      | 3      |
| Lille (împrumut) | 2015–16       | 12        | 2         | 1       | 1      | 3          | 0          | —       | —      | —       | —      | 16      | 3      |
| Lille (împrumut) | 2016–17       | 25        | 4         | 2       | 2      | 0          | 0          | 2       | 0      | —       | —      | 29      | 6      |
| Lille (împrumut) | Total         | 60        | 9         | 3       | 3      | 4          | 0          | 5       | 0      | 0       | 0      | 72      | 12     |
| Monaco           | 2015–16       | 2         | 0         | —       | —      | —          | —          | —       | —      | —       | —      | 2       | 0      |
| Monaco           | 2017–18       | 38        | 15        | 2       | 1      | 4          | 0          | 5       | 1      | 1       | 0      | 50      | 17     |
| Monaco           | 2018–19       | 24        | 2         | 2       | 0      | 2          | 2          | 0       | 0      | 1       | 0      | 29      | 4      |
| Monaco           | 2019–20       | 1         | 0         | 0       | 0      | 0          | 0          | 0       | 0      | 0       | 0      | 1       | 0      |
| Monaco           | Total         | 65        | 17        | 4       | 1      | 6          | 2          | 5       | 1      | 2       | 0      | 82      | 21     |
| Sevilla          | 2019–20       | 0         | 0         | 0       | 0      | 0          | 0          | 0       | 0      | —       | —      | 0       | 0      |
| Sevilla          | Total         | 0         | 0         | 0       | 0      | 0          | 0          | 0       | 0      | 0       | 0      | 0       | 0      |
| Total carieră    | Total carieră | 125       | 26        | 9       | 5      | 13         | 2          | 10      | 1      | 2       | 0      | 159     | 34     |

## Palmares
Manchester City
- Football League Cup: 2013–14

Monaco
- Coupe de la Ligue: Vice-campion 2017–18